# Haití en la clasificación de Concacaf para la Copa Mundial de Fútbol de 1974
La selección de fútbol de Haití fue uno de los trece equipos nacionales que participaron en la Clasificación de Concacaf para la Copa Mundial de Fútbol, en la cual definió un representante para la Copa Mundial de Fútbol de 1974 que se desarrollaría en Alemania Federal. Cabe destacar que Haití no clasificaba a ninguna Copa Mundial.
Haití comenzó el 15 de abril de 1972, derrotando a Puerto Rico en Puerto Príncipe por 7-0 y de visita por dos goles menos, avanzando a la ronda final que la Concacaf decidió hacerla en territorio haitiano.
Vencieron a las Antillas Neerlandesas por tres a cero y en el encuentro contra Trinidad y Tobago, el duelo terminó en victoria de 2-1 con gol de Roger Saint-Vil a dos minutos del final. Saint-Vil también fue el anotador de la victoria, esta vez contra Honduras y Emmanuel Sanon, logró los dos tantos en el gane a Guatemala de dos a uno.
Un día después, Trinidad y Tobago derrotó a México y por ende, Haití ganaba el Campeonato Concacaf y calificaba a la Copa Mundial por primera y única vez, a pesar de que en la última fecha México los venció por la mínima el 12 de diciembre.

## Sistema de juego
En la primera ronda se repartieron los 14 equipos en 6 grupos de dos y tres equipos (4 de dos y 2 de tres). En ellos todos los equipos se enfrentaban entre sí en formato de ida y vuelta, y el primer clasificado de cada grupo accedía a la segunda ronda.
Los seis equipos clasificados formaron una liguilla en la que todos se enfrentaron a todos y el primer lugar obtendría el pase directo para disputar el Mundial. Todos los partidos de esta fase final coincidirían con el Campeonato de Naciones 1973.

## Sede
| Puerto Príncipe      |
| -------------------- |
| Estadio Sylvio Cator |
| Capacidad: 23 000    |
|                      |

## Jugadores
| #    | Posición      | Nombre                | Edad          | Club          |
| ---- | ------------- | --------------------- | ------------- | ------------- |
| 1    | POR           | Henri Françillon      | 25 años       | Victory       |
| 2    | POR           | Wilner Piquant        | 20 años       | Aigle Noir    |
| 3    | POR           | Gérard Joseph         | 22 años       | Racing        |
| 4    | DEF           | Pierre Bayonne        | 22 años       | Violette      |
| 5    | DEF           | Fritz André           | 25 años       | Aigle Noir    |
| 6    | DEF           | Serge Ducosté         | 28 años       | Aigle Noir    |
| 7    | DEF           | Wilner Nazaire        | 22 años       | Valenciennes  |
| 8    | DEF           | Claude Barthélemy     | 22 años       | Racing        |
| 9    | DEF           | Wilfried Louis        | 22 años       | Don Bosco     |
| 10   | DEF           | Serge Racine          | 20 años       | Aigle Noir    |
| 11   | DEF           | Joseph-Marion Leandré | 26 años       | Racing        |
| 12   | DEF           | Arsène Auguste        | 21 años       | Racing        |
| 13   | MED           | Formose Gilles        | 29 años       | Violette      |
| 14   | MED           | Guy François          | 24 años       | Violette      |
| 15   | MED           | Philippe Vorbe        | 24 años       | Violette      |
| 16   | MED           | Jean-Claude Désir     | 25 años       | Aigle Noir    |
| 17   | MED           | Eddy Antoine          | 22 años       | Racing        |
| 18   | CEN           | Ernst Jean-Joseph     | 23 años       | Violette      |
| 19   | DEL           | Emmanuel Sanon        | 20 años       | Don Bosco     |
| 20   | DEL           | Roger Saint-Vil       | 22 años       | Violette      |
| 21   | DEL           | Guy Saint-Vil         | 29 años       | Racing        |
| 22   | DEL           | Fritz Leandré         | 24 años       | Racing        |
| Ent. | Antoine Tassy | Antoine Tassy         | Antoine Tassy | Antoine Tassy |

## Partidos

### Primera ronda
| Equipo      | Pts. | PJ | PG | PE | PP | GF | GC | Dif |
| ----------- | ---- | -- | -- | -- | -- | -- | -- | --- |
| Haití       | 4    | 2  | 2  | 0  | 0  | 12 | 0  | 12  |
| Puerto Rico | 0    | 2  | 0  | 0  | 2  | 0  | 12 | -12 |

| 15 de abril de 1972 | Haití                                                                     | 7:0 (5:0) | Puerto Rico | Estadio Sylvio Cator, Puerto Príncipe                                 |                                                                       |
|                     | Barthélemy 11' · Désir 14' · François 21' · Sanon 30' 33' 67' · Vorbe 73' |           |             | Asistencia: 2 152 espectadores Árbitro(s): Alfonso González Archundia | Asistencia: 2 152 espectadores Árbitro(s): Alfonso González Archundia |

| 23 de abril de 1972 | Puerto Rico | 0:5 (0:2) | Haití                                       | Estadio Sixto Escobar, San Juan                             |                                                             |
|                     |             |           | Bayonne 22' · Désir 39' · Sanon 48' 73' 80' | Asistencia: 1 592 espectadores Árbitro(s): Giovanni Canessa | Asistencia: 1 592 espectadores Árbitro(s): Giovanni Canessa |

### Ronda final
Se cree que este torneo estuvo involucrado con Vudú haitiano y la dictadura de Jean-Claude Duvalier; por eso Haití logró coronarse y calificarse.
| Equipo                | Pts. | PJ | PG | PE | PP | GF | GC | Dif |
| --------------------- | ---- | -- | -- | -- | -- | -- | -- | --- |
| Haití                 | 8    | 5  | 4  | 0  | 1  | 8  | 3  | 5   |
| Trinidad y Tobago     | 6    | 5  | 3  | 0  | 2  | 11 | 4  | 7   |
| México                | 6    | 5  | 2  | 2  | 1  | 10 | 5  | 5   |
| Honduras              | 5    | 5  | 1  | 3  | 1  | 6  | 6  | 0   |
| Guatemala             | 3    | 5  | 0  | 3  | 2  | 4  | 6  | -2  |
| Antillas Neerlandesas | 2    | 5  | 0  | 2  | 3  | 4  | 19 | -15 |

| 1 de diciembre de 1973 | Haití                     | 3:0 (2:0) | Antillas Neerlandesas | Estadio Sylvio Cator, Puerto Príncipe                       |                                                             |
|                        | Sanon 25' 61' · Désir 29' |           |                       | Asistencia: 12 816 espectadores Árbitro(s): Juan Soto París | Asistencia: 12 816 espectadores Árbitro(s): Juan Soto París |

| 4 de diciembre de 1973 | Haití                    | 2:1 (1:1) | Trinidad y Tobago | Estadio Sylvio Cator, Puerto Príncipe                              |                                                                    |
|                        | Sanon 9' · Saint-Vil 88' |           | David 14'         | Asistencia: 12 816 espectadores Árbitro(s): José Roberto Henríquez | Asistencia: 12 816 espectadores Árbitro(s): José Roberto Henríquez |

| 7 de diciembre de 1973 | Haití         | 1:0 (0:0) | Honduras | Estadio Sylvio Cator, Puerto Príncipe                        |                                                              |
|                        | Saint-Vil 59' |           |          | Asistencia: 14 257 espectadores Árbitro(s): Werner Winsemann | Asistencia: 14 257 espectadores Árbitro(s): Werner Winsemann |

| 13 de diciembre de 1973 | Haití         | 2:1 (1:1) | Guatemala     | Estadio Sylvio Cator, Puerto Príncipe                   |                                                         |
|                         | Sanon 28' 72' |           | Monterroso 4' | Asistencia: 15 361 espectadores Árbitro(s): John Davies | Asistencia: 15 361 espectadores Árbitro(s): John Davies |

| 18 de diciembre de 1973 | Haití | 0:1 (0:1) | México    | Estadio Sylvio Cator, Puerto Príncipe                        |                                                              |
|                         |       |           | Borja 30' | Asistencia: 22 354 espectadores Árbitro(s): Toros Kibritjian | Asistencia: 22 354 espectadores Árbitro(s): Toros Kibritjian |

| Bandera de Haití   |
| Haití              |
| Campeón 1.° título |

## Resultado final
| Haití                 |
| Clasificado           |
|                       |
| Primera participación |

## Estadísticas

### Clasificación general
| Pos. | Selección             | Pts. | PJ | PG | PE | PP | GF | GC | Dif | Rend. |
| ---- | --------------------- | ---- | -- | -- | -- | -- | -- | -- | --- | ----- |
| 1    | México                | 14   | 9  | 6  | 2  | 1  | 18 | 6  | 12  | 77.8% |
| 2    | Trinidad y Tobago     | 13   | 9  | 6  | 1  | 2  | 27 | 8  | 19  | 72.2% |
| 3    | Haití                 | 12   | 7  | 6  | 0  | 1  | 20 | 3  | 17  | 85.7% |
| 4    | Honduras              | 8    | 7  | 2  | 4  | 1  | 11 | 10 | 1   | 57.1% |
| 5    | Guatemala             | 7    | 7  | 2  | 3  | 2  | 6  | 6  | 0   | 50%   |
| 6    | Guayana Neerlandesa   | 5    | 4  | 2  | 1  | 1  | 11 | 4  | 7   | 62.5% |
| 7    | Canadá                | 3    | 4  | 1  | 1  | 2  | 6  | 7  | -1  | 37.5% |
| 8    | Antillas Neerlandesas | 2    | 5  | 0  | 2  | 3  | 4  | 19 | -15 | 20%   |
| 9    | Costa Rica            | 1    | 2  | 0  | 1  | 1  | 4  | 5  | -1  | 25%   |
| 10   | Estados Unidos        | 1    | 4  | 0  | 1  | 3  | 6  | 10 | -4  | 12.5% |
| 11   | El Salvador           | 0    | 2  | 0  | 0  | 2  | 0  | 2  | -2  | 0%    |
| 12   | Puerto Rico           | 0    | 2  | 0  | 0  | 2  | 0  | 12 | -12 | 0%    |
| 13   | Antigua y Barbuda     | 0    | 4  | 0  | 0  | 4  | 3  | 22 | -19 | 0%    |

### Goleadores
| Jugador           |    | PJ |
| ----------------- | -- | -- |
| Emmanuel Sanon    | 11 | 7  |
| Jean-Claude Désir | 3  | 7  |
| Roger Saint-Vil   | 2  | 5  |
| Claude Barthélemy | 1  | 3  |
| Pierre Bayonne    | 1  | 6  |
| Philippe Vorbe    | 1  | 6  |
| Guy François      | 1  | 7  |